# Castelpetroso
Castelpetroso é uma comuna italiana da região do Molise, província de Isérnia, com cerca de 1.642 habitantes. Estende-se por uma área de 22 km², tendo uma densidade populacional de 75 hab/km². Faz fronteira com Carpinone, Castelpizzuto, Pettoranello del Molise, Santa Maria del Molise.

## Demografia
| Variação demográfica do município entre 1861 e 2011                               |
|                                                                                   |
| Fonte: Istituto Nazionale di Statistica (ISTAT) - Elaboração gráfica da Wikipedia |